# Tweede Kamerverkiezingen 1981/Kandidatenlijst/SOS
Dit is de kandidatenlijst voor de Tweede Kamerverkiezingen 1981 van Samen Overleven of Sterven (SOS). De partij deed niet mee in kieskring III (Arnhem).

## De lijst
1. Kobus Kortmann - 2.394 stemmen
2. A.F.M. de Kok - 119
3. M.E.M. Stumpel - 54
4. J.B.A. Reijnders-de Wolf - 81
5. J.H. Kisner - 27
6. J.A. Bomans - 67
7. P.J.M. Tetteroo - 37
8. G.J.M. Vehof - 26
9. J.M. Overtoom - 29
10. C. van Dijk - 26
11. T.J. Sodenkamp (niet in kieskring VIII) - 20
12. A.M. Cameron-Beekers - 40
13. C.A. van den Berg-Overtoom - 53
14. E.J.M. van Basten Batenburg-Kersemakers - 404

PvdA · CDA · VVD · D'66 · SGP · PPR · CPN · GPV · PSP · Rechtse Volkspartij · DS'70 · RKPN · Partij van Rijksgenoten · Kleine Partij · God Met Ons · Nederlandse Evolutie Partij · Leefbaar Nederland · SP · De Vrede Partij · RPF · Realisten '81 · IKB · NVU · Centrumpartij · Partij tot Likwidatie van Nederland · Wereld Welzijns Bewustwording · EVP · SOS